# 薛昂
薛昂（1069年—1163年），字肇明，浙江杭州人。宋朝政治人物。
神宗元丰八年（1085年）进士。歷官太學博士、給事中、門下侍郎。曾請罷《資治通鑑》。被斥。大觀三年（1109），累遷尚書左丞

## 延伸阅读
[在维基数据编辑]
 《宋史·卷352》，出自脱脱《宋史》